# 鄭鍾偉
鄭鍾偉，SBS，JP（1964年5月14日—），前香港公務員，曾任行政長官辦公室常任秘書長。

## 背景
鄭鍾偉在1989年畢業於香港城市大學，是該校公共行政及社會學系的首批畢業生。他畢業後隨即加入香港政府政務職系，於2018年4月晉升為首長級乙一級政務官，後於2022年4月晉升為首長級甲級政務官。鄭曾在政府多個決策局及部門服務，包括財政科、政務總署、衞生福利科、工商科、香港特別行政區政府駐北京辦事處、規劃地政局、前工商及科技局。他其後出任以下主要崗位：
- 2006年3月至2010年7月：教育統籌局首席助理秘書長（人力基建）（後改稱首席助理秘書長（延續教育）、首席助理秘書長（高等教育））[9]
- 2010年7月至2016年9月：政制及內地事務局副秘書長
- 2016年9月至2020年7月：食物及衞生局副秘書長（食物）
- 2020年7月20日至2022年5月：行政署長
- 2022年5月至2022年6月30日：候任行政長官辦公室秘書長。[6][10]
- 2022年7月1日至2024年5月13日：行政長官辦公室常任秘書長[11][12]

## 榮譽

### 殊勳
- 官守太平紳士（J.P.）（2011年7月1日－）[13]

## 外部連結
| 政府职务      | 政府职务                                                            | 政府职务      |
| ------------- | ------------------------------------------------------------------- | ------------- |
| 前任： 林雪麗 | 香港特別行政區行政長官辦公室常任秘書長 · 2022年7月1日—2024年5月13日 | 繼任： 蔡傑銘 |
| 前任： 梁悅賢 | 行政署署長 2020年7月20日-2022年5月                                  | 繼任： 盧世雄 |